# Piedras parideiras

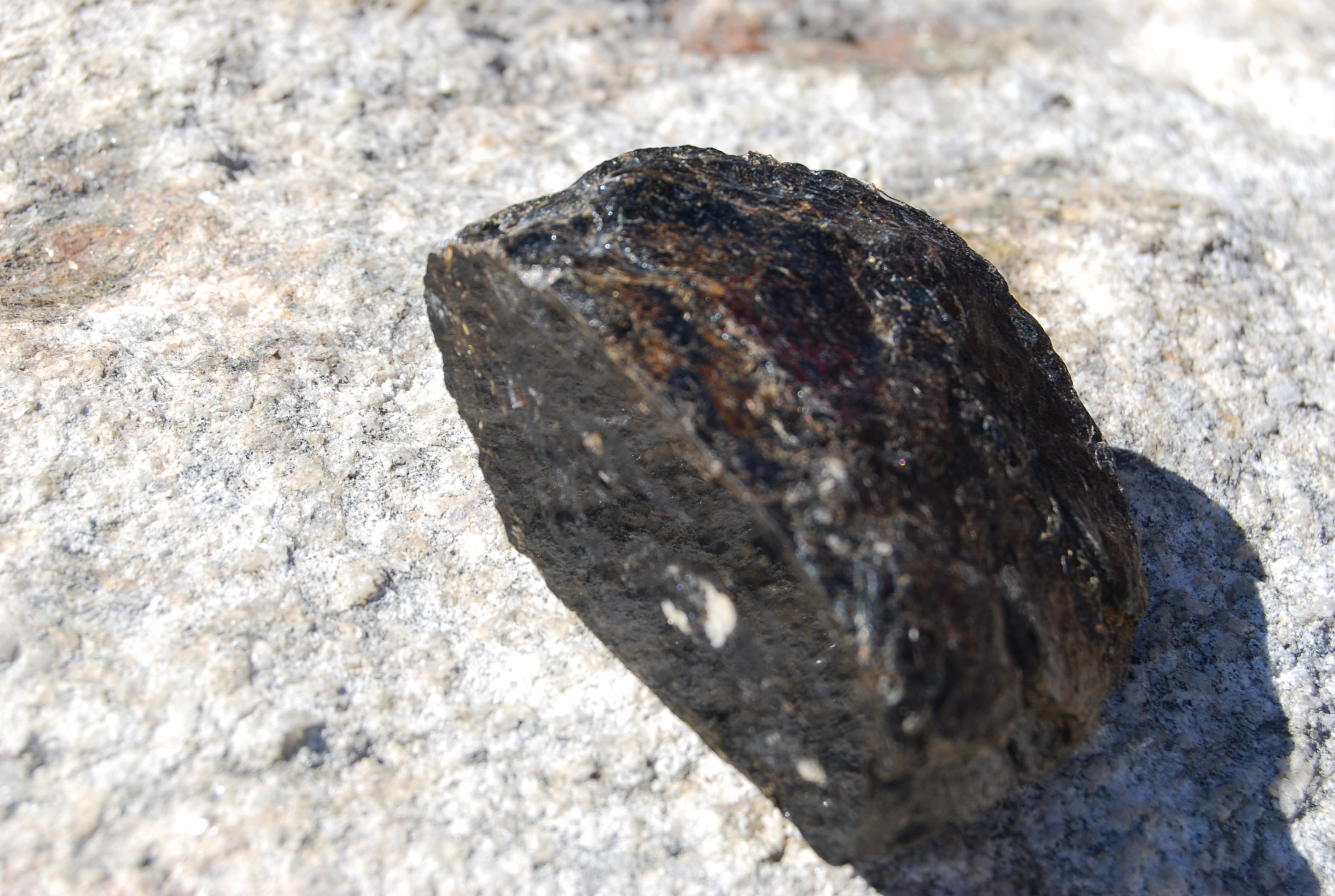
Pedras Parideiras de la Sierra de Freita

Las piedras parideiras (rocas que dan a luz) son rocas graníticas con nódulos incrustados envueltos por una capa de biotita en forma de disco en ellas, causadas por la erosión al soltarse de la piedra madre los nódulos se liberan y acumulan en el suelo; los nódulos son de 1 cm a 12 cm en diámetro. Durante los veranos calurosos estos salen de la roca de forma espontánea, esto ha dado a una leyenda de "las piedras que dan a luz" y le ha atribuido un misticismo relacionado con la fertilidad.

## Ubicación
El granito de la Castanheira es considerado una anomalía, se encuentran en el Geoparque Arouca, en la sierra de la Freita, en un pequeña área de 6000 m27 lugar único en el país de Portugal y en otra región de Ucrania, un evento poco común en el mundo. El centro de Interpretación "Casa de las Pedras Parideiras" fue abierto al público en el 2012 con el fin de conservar este patrimonio geológico.
En 1993, tres geólogos del Reino Unido concluyeron en su estudio que la formación de esta piedra se produjo debido a la separación, en la fase final de la cristalización magmática de la Sierra de Freita. En el proceso se generó un gradiente químico en la interfaz del magma que favoreció la movilización de hierro en el residuo, la burbuja generada al ser menos densa que el magma quedó flotando en el techo de esta porción.

## En el libro de las piedras, según la conjunción de los planetas.
Paridera es la tercera piedra de Júpiter ya que hace parir ligeramente, de color bermeja y suena dentro cuando la mece el hombre, cuando esta es pulida, lo que sale de ella es de color blanco.
El que la traiga consigo será amado y bien recibido por los hombres, y si es hombre que quiera catar agujero de aves anduviera en ello muy bien, porque se juntaran todas a aquel lugar donde el fuere con aquella piedra.
Hermes Trismegisto sostenía que las virtudes de las piedras cambian de acuerdo con el movimiento de los planetas y las figuras del cielo. Júpiter siendo su casa, en su ascendente, su hora y en la segunda fase de Piscis, el que descienda sobre esta piedra la virtud de figura rasposa. Otra virtud es que si, cuando Júpiter estuviera en su ascendente, hora, bien recibido por el sol y la luna, está fuera a beberse para la más fuerte fiebre, siendo Júpiter en su ascendente, hora y fase II de Sagitario, recibido por el sol, las aguas vendrán a su tiempo y sin daños.
La virtud descenderá en figura de hombre cubierto por una sábana, y un caballero sobre un dragón con una lanza en la mano derecha.